# Gare de Krasny Baltiyets
 (avril 2023).

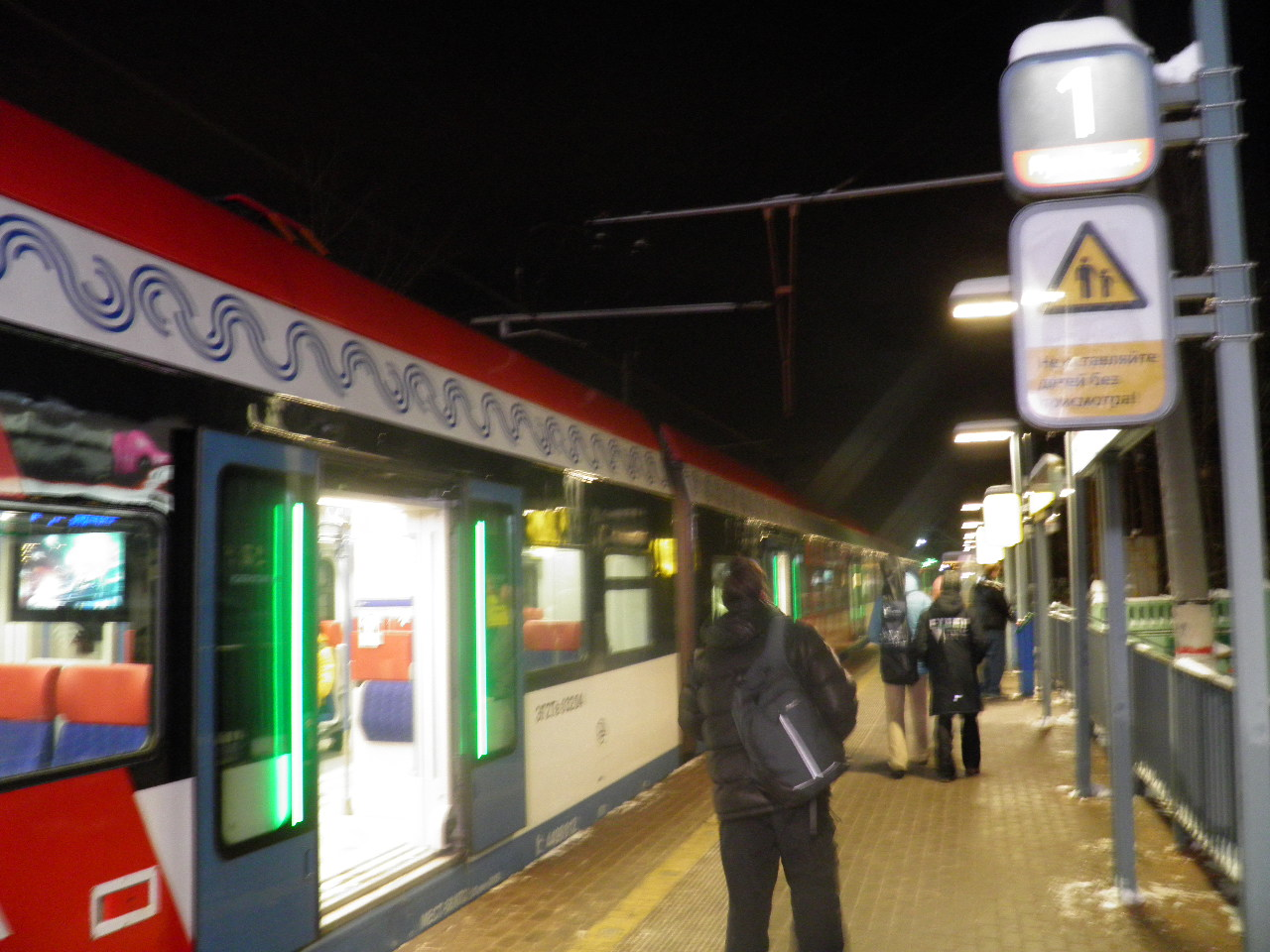
Station de Krasny Baltiyets

La gare de Krasny Baltiyets (russe : Красный балтиец) est une gare des diamètres centraux de Moscou, située à la frontière administrative des districts de Koptevo, Aeroport, Sokol et Voikovsky de la ville de Moscou. Le temps de trajet jusqu'à la station Dmitrovskaya sur la ligne MCD2 est de 6 minutes; il est de 2 minutes pour rejoindre la station Streshnevo sur la ligne circulaire de ceinture centrale de Moscou.
La station porte le nom du centre communautaire des cheminots « Le marin rouge de la Baltique » construit dans les années 1928-1930 au style Bauhaus à proximité de cette ligne de chemin de fer ouverte en 1901 qui, à l'origine, reliait Moscou à la mer Baltique. 